# Espèce à données insuffisantes
Pour les articles homonymes, voir DD.

Symbole « données insuffisantes » de la liste rouge de l'UICN.

En biologie et en écologie, une espèce à données insuffisantes (en anglais data deficient, abrégé DD) est une espèce pour laquelle l'évaluation n’a pas pu être réalisée faute de données suffisantes. Il s'agit notamment d'un des statuts utilisés par la liste rouge de l'UICN.